# Lymantria marwitzi
Lymantria marwitzi este o specie de molii din genul Lymantria, familia Lymantriidae, descrisă de Grumb. 1907 Conform Catalogue of Life specia Lymantria marwitzi nu are subspecii cunoscute.